# Funarë
Funarë là một xã trong quận Elbasan thuộc hạt Elbasan, Albania. Dân số năm 2005 là 3571 người.